# Cooking Mama 2: Dinner with Friends
Cooking Mama 2: Dinner with Friends är titeln på ett spel utvecklat av det japanska företaget Taito. Spelet är det tredje i spelserien med samma namn och spelas på en Nintendo DS.